# 黃蝶翠谷
黃蝶翠谷，是位於台灣高雄市美濃區廣林里的一處山谷，因有大量銀紋淡黃蝶生長於此而得名。

## 簡介
該地生長許多適合黃蝶繁殖的鐵刀木，吸引以鐵刀木為食物的銀紋淡黃蝶幼蟲前來覓食，也造就了數以萬計黃蝶飛舞的奇妙景象，猶如萬點繁星，十分壯觀。 
黃蝶翠谷所產蝴蝶有記錄者110種，其中銀紋淡黃蝶與無紋淡黃蝶，曾擁有產蝶密度世界第一的紀錄。

## 網站
- 黃蝶翠谷，高雄旅遊網